# Seijin shiki

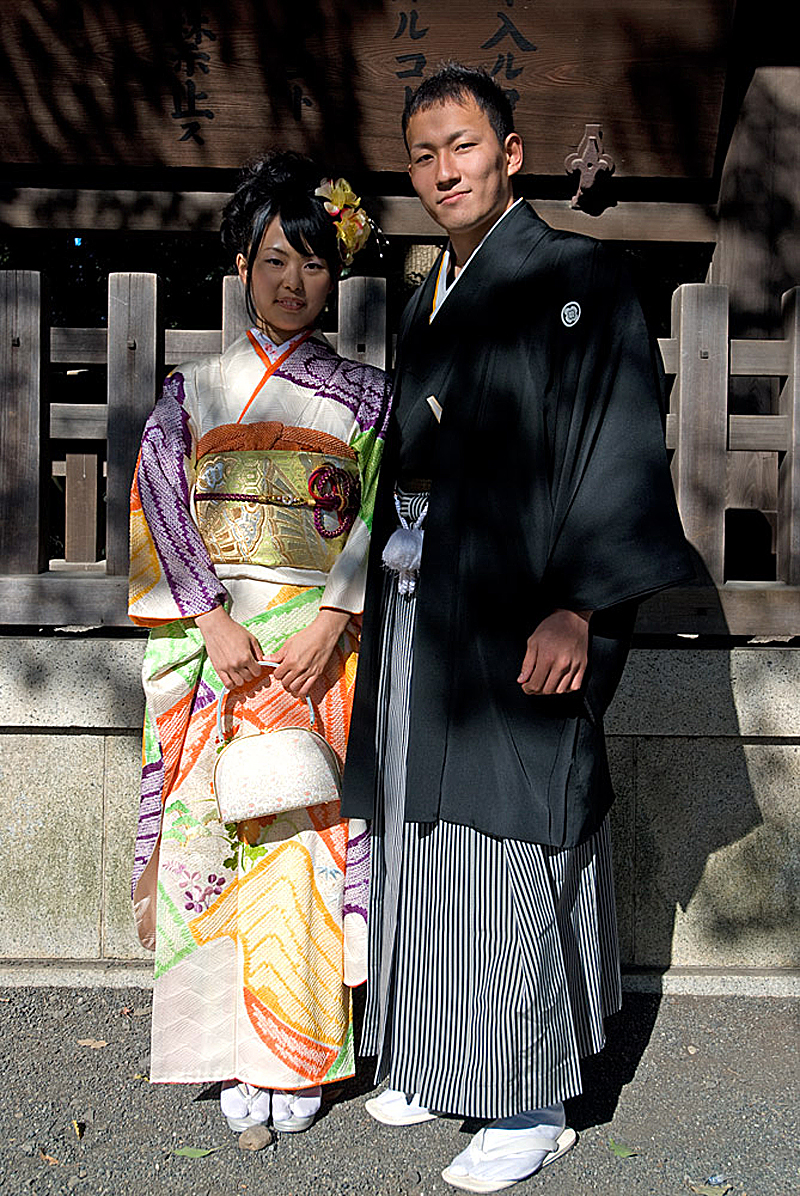
Couple sur son trente et un pour Seijin shiki (janvier 2011).

Seijin shiki (成人式, littéralement « cérémonie de la majorité ») est une cérémonie japonaise qui marque le passage à l'âge adulte (l'âge de la majorité au Japon était de 20 ans jusqu'en 2022). Depuis le 1er avril 2022, l'âge de la majorité est à 18 ans. Elle a lieu annuellement, au mois de janvier, le jour de la majorité (成人の日, Seijin no hi), un jour férié au Japon.

## Histoire
Seijin shiki tire son origine de rites de passage à l'âge adulte propres à la religion shintō, remontant au moins au VIIe siècle et observés jusqu'au XIXe siècle. L'âge de la majorité n'étant pas alors clairement établi, ces rites de passage concernaient les garçons de 10 à 15 ans et les filles de 12 à 16 ans. Les garçons devaient suivre une cérémonie appelée genpuku au cours de laquelle ils recevaient un nom d'adulte, et les filles une cérémonie appelée mogi (裳着) au cours de laquelle elles revêtaient leurs premiers habits d'adulte.
À l'ère Edo, l'âge de la majorité est fixé à 15 ans pour les garçons et à 13 ans pour les filles. En 1876, sous le règne de l'empereur Meiji, il passe à 20 ans pour les deux sexes.
En 1948, le gouvernement japonais crée, à la date du 15 janvier dans le calendrier, un nouveau jour férié : Seijin no hi, intégrant et formalisant Seijin shiki. Selon le calendrier lunaire, officiellement en vigueur au Japon jusqu'à la fin de l'ère Meiji, le 15 janvier correspond au premier jour de pleine de lune de l'année et à la date de koshōgatsu, une ancienne tradition du Japon rural.
En 1998, les parlementaires de la Diète votent une nouvelle loi, le système Happy Monday (ハッピーマンデー制度, Happī mandē seido), visant à redéfinir le calendrier des jours fériés. Prenant effet le 1er janvier 2000, cette loi fixe Seijin no hi au second lundi de janvier.
En 2015, le gouvernement a décidé d'abaisser l'âge minimum du droit de vote de 20 à 18 ans. En effet, le pays étant de plus en plus vieillissant, le gouvernement veut mobiliser les jeunes en leur donnant des responsabilités et des devoirs plus tôt. Cette réforme ne modifie pas l'âge de la majorité.
Celle-ci est modifiée en avril 2022 où elle passe a 18 ans, avec des restrictions telle l'interdiction de boire de l'alcool avant 20 ans.

## Pratique
À l'occasion de Seijin no hi, dans le pays entier, tous les jeunes gens qui ont eu ou qui auront 20 ans au cours de l'année scolaire en cours (du 2 avril de l'année passée au 1er avril de l'année en cours) sont invités à se rendre à la mairie de leur lieu de résidence. Là, pour officialiser leur passage à l'âge adulte, ils participent à une Seijin shiki officielle. Le maire et des personnalités reconnues pour leur exemplarité leur délivrent quelques bonnes paroles solennelles sur les responsabilités nouvelles qui leur incombent désormais. Ils reçoivent aussi des cadeaux pour les encourager à devenir des citoyens autonomes et respectables.
La plupart des femmes célébrant cet événement portent un furisode (sorte de kimono) et des zōri. Après la cérémonie, les jeunes sortent le soir ensemble ou vont boire, ainsi il n'est pas rare de les voir déambuler la nuit suivante dans les trains.
En 1976, 2,76 millions de nouveaux adultes japonais ont été recensés, seulement 1,22 en 2013.